# Mokhotlong
Mokhotlong est une ville du Lesotho, chef-lieu du district de Mokhotlong. Lors du recensement de 2005, sa population s'élevait à 8 809 habitants.